# Марк Фунданий
Марк Фунданий (Marcus Fundanius) е политик на Римската република през началото на 2 век пр.н.е.
Произлиза от плебейската фамилия Фундании. Потомък е вероятно на Гай Фунданий Фундул (народен трибун 248 пр.н.е., консул 243 пр.н.е.).
През 195 пр.н.е. той е народен трибун. С колегата си Луций Валерий Тапон защитава закона lex Oppia. Консули тази година са Марк Порций Катон Стари и Луций Валерий Флак.